# 西园 (佛罗里达州)
西园（英語：West Park），是美国佛罗里达州布勞沃德縣下属的一座城市。建立于2005年。面积约为5.4平方公里（约合2.1平方英里）。根据2010年美国人口普查，该市有人口14,156人。论人口在本州排行第 127。